# Frenicle标准型式
幻方中的Frenicle 标准型式（Frénicle standard form）得名自Bernard Frénicle de Bessy，是指符合以下二個條件的幻方：
1. [1,1]位置（左上角）的數值比其他三個角的數值都小。
2. [1,2]位置（最上方，左數第二個）的數值比[2,1]位置的要小。

Frénicle在1693年出版的書描述了880個在本質上不同的4階幻方。

## 性質
會提出标准型式的原因，是因為幻方若經過旋轉、转置、上下相反或是左右相反，其各行列的順序雖改變，但幻方在本質上其實沒有改變。例如以下的八個幻方在本質上其實是類似的，而其中只有一個符合Frenicle 标准型式。
```
 8 1 6   8 3 4     4 9 2   4 3 8     6 7 2   6 1 8     2 9 4   
2 7 6

 3 5 7   1 5 9     3 5 7   9 5 1     1 5 9   7 5 3     7 5 3   
9 5 1

 4 9 2   6 7 2     8 1 6   2 7 6     8 3 4   2 9 4     6 1 8   
4 3 8
```

## 推廣
在每一組幻方裡，可以找到對應的自同构群，是指在變換後可以保留此組組幻方特殊性質的群。利用這種方式，可以找到不同幻方等价类的個數。
依伽羅瓦理論的觀點，最完美魔方（數字列在A051235裡）) 無法再區分，因為其對應伽罗瓦群的大小為1。